# Kutnje
Kutnje en serbe latin et Kutnjë en albanais (en serbe cyrillique : Кутње) est une localité du Kosovo située dans la commune/municipalité de Leposavić/Leposaviq, district de Mitrovicë/Kosovska Mitrovica. Selon des estimations de 2009 comptabilisées pour le recensement kosovar de 2011, elle compte 151 habitants, dont une majorité de Serbes.

## Géographie
Kutnje/Kutnjë est situé à 2 km à l'ouest de Leposavić/Leposaviq, sur la rive gauche de la rivière Ibar. Le village fait partie de la communauté locale de Leposavić/Leposaviq.

## Démographie

### Évolution historique de la population dans la localité
| 1948 | 1953 | 1961 | 1971 | 1981 | 1991 | 2009 |
| ---- | ---- | ---- | ---- | ---- | ---- | ---- |
| 81   | 82   | 91   | 98   | 110  | 153  | 151  |

|  |